# بينالوب-كاساس فايخاس
بلدية بينالوب-كأساس فايخاس (بالإسبانية: Benalup-Casas Viejas)‏، هي إحدى بلديات مقاطعة قادس, التي تقع في منطقة الأندلس جنوب إسبانيا.
يبلغ عدد سكانها 6.371 نسمة وفقاً لإحصائية سنة (2002).

## أعلام
- ماريا سيلفا كروز